# Burdigala (cràter)
Burdigala és un cràter sobre la superfície de (21) Lutècia, situat amb el sistema de coordenades planetocèntriques a 58 ° de latitud nord i 45 ° de longitud est. Fa un diàmetre de 10 km. El nom va ser fet oficial per la UAI el cinc d'abril de 2011 i fa referència a Burdigala, una ciutat de l'època de Lutècia.